# Luowanggua Cuo
Luowanggua Cuo (kinesiska: 罗王瓜错) är en sjö i Kina. Den ligger i den autonoma regionen Tibet, i den sydvästra delen av landet, omkring 970 kilometer väster om regionhuvudstaden Lhasa. Trakten runt Luowanggua Cuo är ofruktbar med lite eller ingen växtlighet.
Genomsnittlig årsnederbörd är 534 millimeter. Den regnigaste månaden är juli, med i genomsnitt 146 mm nederbörd, och den torraste är november, med 2 mm nederbörd.